# 住吉灯台 (岐阜県)

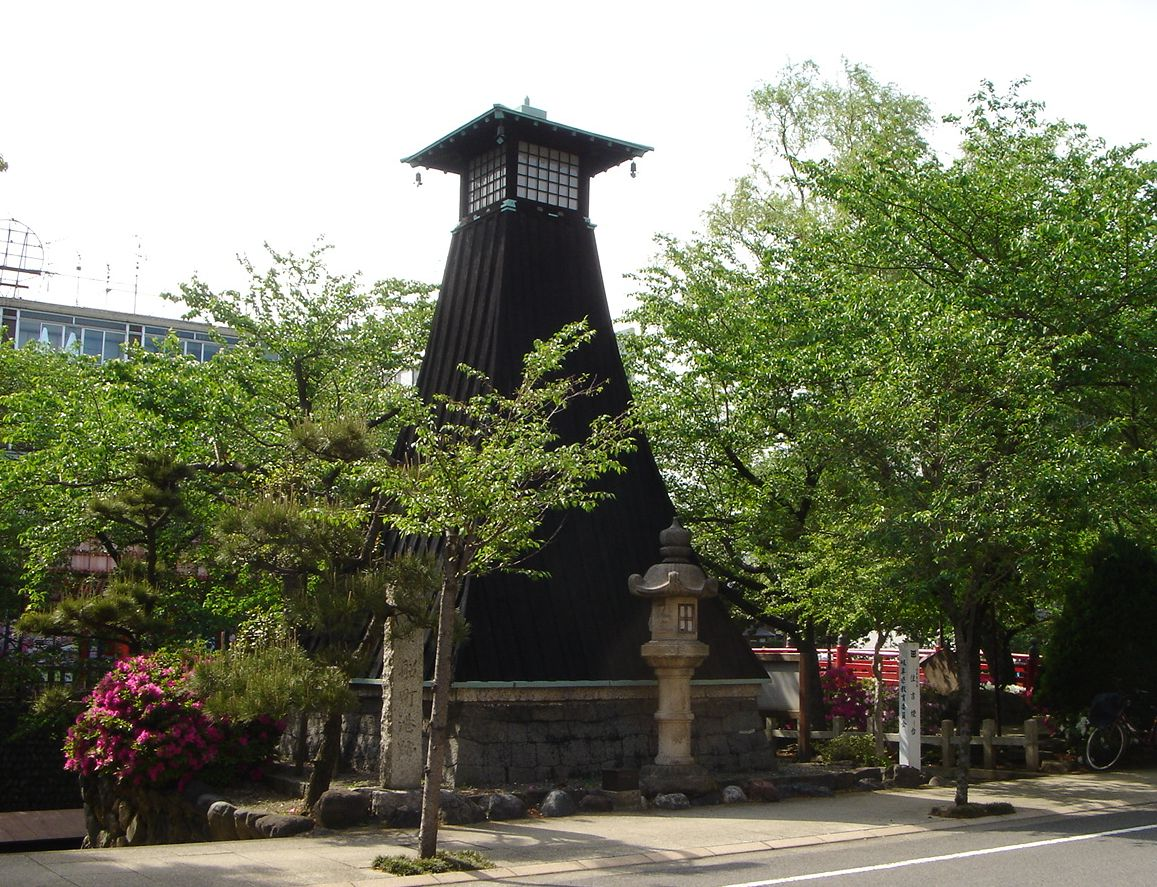
住吉燈台

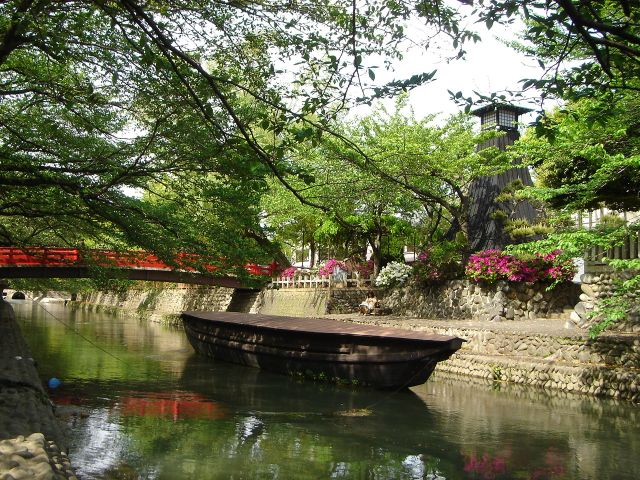
水門川畔の住吉燈台

住吉灯台（すみよしとうだい）は、岐阜県大垣市船町にある、かつての川湊の灯台である。
住吉燈台の表記が多く使用されている。

## 歴史
- 江戸時代 - 大垣城下の水門川にある船町港は、水門川から揖斐川を経て、桑名宿へ至る重要な川湊であった。
- 元禄年間（1688年～1704年） - 船町港に住吉燈台が建設される。高さ約8m。寄棟造の木造の燈台であった。
- 1689年（元禄9年） - 松尾芭蕉が船町港を訪れ、「蛤のふたみに別れ行く秋ぞ」の俳句を詠み、船で桑名へ向かう（奥の細道結びの地）。
- 1887年（明治20年） - 再建される。
- 1968年（昭和43年） - 岐阜県の史跡に指定される[1]。

## その他
岐阜県大垣市船町と三重県桑名市を結ぶ水運は、明治以降も盛んであり、1883年（明治16年）3月には蒸気船による定期航路も開設され、名古屋（熱田）～桑名～大垣と船で結ばれていた。1919年（大正8年）4月27日に、旧・養老鉄道（現在の養老鉄道とは別企業）により、この航路に並行して桑名駅～揖斐駅（現在の養老鉄道養老線）が全通すると、利用客は激減するが、蒸気船以外の川舟の利用は多く、昭和初期には年間1万艘の舟が行き来していた。
蒸気船の定期航路は1951年（昭和26年）頃に廃止される。モータリゼーションにより川舟もやがて廃れていった。

## 現在
周辺は船町公園として整備されている。